# ناثان بوريدغ
ناثان بوريدغ (بالإنجليزية: Nathan Burrage)‏ (7 يناير 1971، فيكتوريا في أستراليا)؛ كاتب وروائي أسترالي.